# جوزيف كوتو
جوزيف كوتو (بالفرنسية: Joseph Koto)‏ هو لاعب كرة قدم سنغالي، ولد في 1960. شارك مع منتخب السنغال لكرة القدم.